# Яблунівка (Новоукраїнський район)
Яблуні́вка (до 17.08.1960) — Голодна Балка) — село в Україні, в Новоукраїнській міській територіальній громаді Новоукраїнського району Кіровоградської області. Населення становить 179 осіб.

## Географія
На південно-західній околиці села бере початок річка Лозоватка, ліва притока Чорного Ташлика.

## Населення
Згідно з переписом УРСР 1989 року чисельність наявного населення села становила 220 осіб, з яких 92 чоловіки та 128 жінок.
За переписом населення України 2001 року в селі мешкало 179 осіб.

### Мова
Розподіл населення за рідною мовою за даними перепису 2001 року:
| Мова       | Відсоток |
| ---------- | -------- |
| українська | 86,03 %  |
| молдовська | 12,29 %  |
| російська  | 1,68 %   |